# EPrix van Bern 2019
De ePrix van Bern 2019, een race uit het Formule E-kampioenschap, werd gehouden op 22 juni 2019 op het Bern Street Circuit. Het was de elfde race van het seizoen. Het was tevens de eerste keer dat er een ePrix in Bern werd verreden.
De race werd gewonnen door kampioenschapsleider Jean-Éric Vergne voor het DS Techeetah Formula E Team, die vanaf de pole position zijn derde zege van het seizoen behaalde. Mitch Evans werd voor het team Panasonic Jaguar Racing tweede, terwijl thuisrijder Sébastien Buemi voor het team Nissan e.Dams het podium compleet maakte.

## Kwalificatie
| Pos                 | No | Coureur                | Team                        | Q1       | Q2       | Grid |
| ------------------- | -- | ---------------------- | --------------------------- | -------- | -------- | ---- |
| 1                   | 25 | Jean-Éric Vergne       | DS Techeetah Formula E Team | 1:19.232 | 1:18.813 | 1    |
| 2                   | 20 | Mitch Evans            | Panasonic Jaguar Racing     | 1:18.897 | 1:19.120 | 2    |
| 3                   | 23 | Sébastien Buemi        | Nissan e.Dams               | 1:19.310 | 1:19.164 | 3    |
| 4                   | 94 | Pascal Wehrlein        | Mahindra Racing             | 1:19.265 | 1:19.168 | 4    |
| 5                   | 6  | Maximilian Günther     | Geox Dragon Racing          | 1:19.325 | 1:19.371 | 5    |
| 6                   | 2  | Sam Bird               | Envision Virgin Racing      | 1:19.435 | 1:19.536 | 6    |
| 7                   | 66 | Daniel Abt             | Audi Sport ABT Schaeffler   | 1:19.554 |          | 7    |
| 8                   | 36 | André Lotterer         | DS Techeetah Formula E Team | 1:19.585 |          | 8    |
| 9                   | 4  | Robin Frijns           | Envision Virgin Racing      | 1:19.591 |          | 9    |
| 10                  | 3  | Alex Lynn              | Panasonic Jaguar Racing     | 1:19.608 |          | 10   |
| 11                  | 64 | Jérôme d'Ambrosio      | Mahindra Racing             | 1:19.613 |          | 11   |
| 12                  | 19 | Felipe Massa           | Venturi Formula E Team      | 1:19.638 |          | 12   |
| 13                  | 22 | Oliver Rowland         | Nissan e.Dams               | 1:19.670 |          | 13   |
| 14                  | 7  | José María López       | Geox Dragon Racing          | 1:19.714 |          | 14   |
| 15                  | 5  | Stoffel Vandoorne      | HWA Racelab                 | 1:19.719 |          | 15   |
| 16                  | 17 | Gary Paffett           | HWA Racelab                 | 1:19.804 |          | 16   |
| 17                  | 27 | Alexander Sims         | BMW i Andretti Motorsport   | 1:19.908 |          | 17   |
| 18                  | 48 | Edoardo Mortara        | Venturi Formula E Team      | 1:20.023 |          | 18   |
| 19                  | 11 | Lucas di Grassi        | Audi Sport ABT Schaeffler   | 1:20.034 |          | 19   |
| 20                  | 28 | António Félix da Costa | BMW i Andretti Motorsport   | 1:20.081 |          | 20   |
| 21                  | 8  | Tom Dillmann           | NIO Formula E Team          | 1:20.506 |          | 21   |
| 22                  | 16 | Oliver Turvey          | NIO Formula E Team          | 1:20.551 |          | 22   |
| 110%-tijd: 1:26.786 |    |                        |                             |          |          |      |

## Race
| Pos | No | Coureur                | Team                        | Rondes | Tijd/Oorzaak uitval | Grid | Punten |
| --- | -- | ---------------------- | --------------------------- | ------ | ------------------- | ---- | ------ |
| 1   | 25 | Jean-Éric Vergne       | DS Techeetah Formula E Team | 31     | 1:25:26.873         | 1    | 28     |
| 2   | 20 | Mitch Evans            | Panasonic Jaguar Racing     | 31     | +0.160              | 2    | 18     |
| 3   | 23 | Sébastien Buemi        | Nissan e.Dams               | 31     | +0.720              | 3    | 15     |
| 4   | 2  | Sam Bird               | Envision Virgin Racing      | 31     | +2.996              | 6    | 13     |
| 5   | 6  | Maximilian Günther     | Geox Dragon Racing          | 31     | +4.625              | 5    | 10     |
| 6   | 66 | Daniel Abt             | Audi Sport ABT Schaeffler   | 31     | +6.930              | 7    | 8      |
| 7   | 3  | Alex Lynn              | Panasonic Jaguar Racing     | 31     | +9.972              | 10   | 6      |
| 8   | 19 | Felipe Massa           | Venturi Formula E Team      | 31     | +12.310             | 12   | 4      |
| 9   | 11 | Lucas di Grassi        | Audi Sport ABT Schaeffler   | 31     | +13.073             | 19   | 2      |
| 10  | 5  | Stoffel Vandoorne      | HWA Racelab                 | 31     | +13.386             | 15   | 1      |
| 11  | 27 | Alexander Sims         | BMW i Andretti Motorsport   | 31     | +14.714             | 17   |        |
| 12  | 28 | António Félix da Costa | BMW i Andretti Motorsport   | 31     | +18.917             | 20   |        |
| 13  | 64 | Jérôme d'Ambrosio      | Mahindra Racing             | 31     | +21.872             | 11   |        |
| 14  | 36 | André Lotterer         | DS Techeetah Formula E Team | 31     | +23.106             | 8    |        |
| 15  | 8  | Tom Dillmann           | NIO Formula E Team          | 31     | +40.084             | 21   |        |
| 16  | 16 | Oliver Turvey          | NIO Formula E Team          | 31     | +46.622             | 22   |        |
| 17  | 17 | Gary Paffett           | HWA Racelab                 | 31     | +1:22.512           | 16   |        |
| DNF | 22 | Oliver Rowland         | Nissan e.Dams               | 21     | Batterij            | 13   |        |
| DNF | 94 | Pascal Wehrlein        | Mahindra Racing             | 11     | Batterij            | 4    |        |
| DNF | 48 | Edoardo Mortara        | Venturi Formula E Team      | 5      | Schade              | 18   |        |
| DNF | 4  | Robin Frijns           | Envision Virgin Racing      | 0      | Ongeluk             | 9    |        |
| DSQ | 7  | José María López       | Geox Dragon Racing          | 31     | Gediskwalificeerd   | 14   |        |

## Tussenstanden wereldkampioenschap

### Coureurs
| Positie | No. | Rijder                 | Team                        | Punten |
| ------- | --- | ---------------------- | --------------------------- | ------ |
| 01      | 25  | Jean-Éric Vergne       | DS Techeetah Formula E Team | 130    |
| 02      | 11  | Lucas di Grassi        | Audi Sport ABT Schaeffler   | 98     |
| 03      | 20  | Mitch Evans            | Panasonic Jaguar Racing     | 87     |
| 04      | 36  | André Lotterer         | DS Techeetah Formula E Team | 86     |
| 05      | 28  | António Félix da Costa | BMW i Andretti Motorsport   | 82     |
| 06      | 4   | Robin Frijns           | Envision Virgin Racing      | 81     |
| 07      | 23  | Sébastien Buemi        | Nissan e.dams               | 76     |
| 08      | 66  | Daniel Abt             | Audi Sport ABT Schaeffler   | 75     |
| 09      | 2   | Sam Bird               | Envision Virgin Racing      | 69     |
| 10      | 64  | Jérôme d'Ambrosio      | Mahindra Racing             | 65     |

### Constructeurs
| Positie | Team                        | Punten |
| ------- | --------------------------- | ------ |
| 01      | DS Techeetah Formula E Team | 216    |
| 02      | Audi Sport ABT Schaeffler   | 173    |
| 03      | Envision Virgin Racing      | 150    |
| 04      | Nissan e.dams               | 139    |
| 05      | Mahindra Racing             | 117    |
| 06      | BMW i Andretti Motorsport   | 106    |
| 07      | Panasonic Jaguar Racing     | 98     |
| 08      | Venturi Formula E Team      | 88     |
| 09      | HWA Racelab                 | 39     |
| 10      | Geox Dragon Racing          | 23     |